# Венедиктов, Лев Николаевич
Лев Никола́евич Венеди́ктов (укр. Лев Миколайович Венедиктов; 6 октября 1924, Тамбов — 10 декабря 2017, Киев) — советский и украинский хоровой дирижёр, педагог. Народный артист СССР (1979). Герой Украины (2004).

## Биография
Лев Венедиктов родился 6 октября (по другим источникам — 7 октября) 1924 года в Тамбове (Россия) в интеллигентной семье регента Николая Яковлевича Венедиктова, хормейстера Мариинского театра, и Веры Александровны Венедиктовой.
Начальное музыкальное образование получил в Борисоглебской музыкальной школе, позже — в училище. В 1949 году окончил Киевскую консерваторию (ныне Национальная музыкальная академия Украины имени П. И. Чайковского) у Г. Г. Верёвки.
С началом войны 17-летним юношей попал на фронт, где прошёл путь с Ансамблем песни и пляски Киевского военного округа от оркестранта до хормейстера. В 1947—1954 годах — дирижёр Ансамбля песни и пляски Северо-Кавказского военного округа.
В 1954—1967 — хормейстер, 1967—1970 — дирижёр, 1972—2014 годах — главный хормейстер Киевского академического театра оперы и балета им. Т. Г. Шевченко. В 1986—1991 — директор театра.
При его участии поставлено 136 опер. В репертуаре хора театра произведения Д. С. Бортнянского, М. С. Березовского, Н. В. Лысенко, В. И. Стеценко, С. В. Рахманинова, П. Г. Чеснокова, Б. Н. Лятошинского, Г. И. Майбороды, Л. Н. Ревуцкого и др.
Дирижировал операми в театрах Украины, Франции, Югославии, Польши. Руководил хором Национальной оперы Украины на мировых музыкальных фестивалях в Германии, Испании, Австрии, Бразилии, Швейцарии, Дании, Нидерландах, Канаде и других странах.
С 1959 — преподаватель, с 1978 по 2014 год — заведующий кафедрой хорового дирижирования Киевской консерватории им. П. И. Чайковского (с 1971 — доцент, с 1979 — профессор)
Член-корреспондент Национальной академии искусств Украины (с 2005).
Член КПСС с 1953 года.
Умер 10 декабря 2017 года в Киеве. Похоронен 14 декабря 2017 года на Байковом кладбище в Киеве (участок № 52а).

## Постановки хоровых сцен в операх
- 1975 — «Ярослав Мудрый» Г. И. Майбороды
- 1977 — «На русалчину Пасху» Н. Д. Леонтовича
- 1985 — «Знаменосцы» А. И. Билаша
- 1984 — «Наймычка» М. И. Вериковского
- 1991 — «Мазепа» П. И. Чайковского
- 1993 — «Купало» А. К. Вахнянина
- 1993 — «Реквием» Дж. Верди
- «Иван Сусанин» М. И. Глинки
- «Хованщина» М. П. Мусоргского
- «Пиковая дама» П. И. Чайковского
- «Отелло» Дж. Верди
- «Аида» Дж. Верди
- «Лоэнгрин» Р. Вагнера
- «Гугеноты» Дж. Мейербер
- «Арсенал»[укр.] Г. И. Майбороды
- «Милана» Г. И. Майбороды
- «Тарас Бульба» Н. В. Лысенко
- «Запорожец за Дунаем» С. С. Гулака-Артемовского
- «Набукко» Дж. Верди
- «Турандот» Дж. Пуччини
- «Война и мир» С. С. Прокофьева
- «Тихий Дон» И. И. Дзержинского
- «Катерина Измайлова» Д. Д. Шостаковича
- «В бурю» Т. Н. Хренникова
- «Ромео и Джульетта» Ш. Гуно
- «Джоконда» А. Понкьелли

## Награды и звания
- Герой Украины c вручением ордена Державы (2004) — за выдающийся личный вклад в развитие украинской культуры, обогащение национального музыкального и хорового наследия, многолетнюю плодотворную творческую деятельность[3]
- Заслуженный деятель искусств Украинской ССР (1965)
- Народный артист Украинской ССР (1974)
- Народный артист СССР (1979) — за большие достижения в развитии советского музыкального искусства[4]
- Государственная премии Украинской ССР им. Т. Шевченко (1976) — за оперный спектакль «Катерина Измайлова» Д. Д. Шостаковича
- Премия имени Н. В. Лысенко (1984)
- Орден «Знак Почёта» (1960) — отмечая выдающиеся заслуги в развитии советской литературы и искусства и в связи с декадой украинской литературы и искусства в гор. Москве[5]
- Орден Трудового Красного Знамени (1982)
- Орден Отечественной войны ІІ степени (1985)
- Орден князя Ярослава Мудрого III степени (2009) — за значительный личный вклад в развитие украинского оперного искусства, высокое профессиональное мастерство, многолетнюю творческую деятельность и по случаю 85-летия со дня рождения[6]
- Орден князя Ярослава Мудрого IV степени (2001) — за весомый личный вклад в развитие украинского оперного и балетного искусства, высокий профессионализм[7]
- Орден князя Ярослава Мудрого V степени (1999) — за выдающиеся личные заслуги перед Украинским государством в развитии оперного искусства, многолетнюю плодотворную творческую деятельность[8]
- Почётный знак отличия Президента Украины (1994) — за выдающийся вклад в развитие украинского музыкального искусства, высокое профессиональное мастерство[9]
- Орден Почёта (Россия, 2003) — за большой вклад в развитие искусства и укрепление российско-украинских культурных связей[10]
- Командор ордена «За заслуги перед Итальянской Республикой» (Италия, 1986)
- Орден преподобного Нестора Летописца 3 степени (УПЦ МП, 2004)[11]
- Медаль «В память 1500-летия Киева»
- Медаль «За оборону Ленинграда»
- Медаль «За оборону Кавказа»
- Медаль «За оборону Советского Заполярья»
- Медаль «Двадцать лет победы в Великой Отечественной войне 1941—1945 гг.»
- Медаль «Тридцать лет победы в Великой Отечественной войне 1941—1945 гг.»
- Медаль «Сорок лет победы в Великой Отечественной войне 1941—1945 гг.»
- Медаль «Ветеран труда»
- Медаль «За победу над Германией в Великой Отечественной войне 1941-1945 гг.»
- Почётная грамота Кабинета Министров Украины (2004) — за весомый личный вклад в обеспечение развития современного оперного и музыкального искусства, многолетний добросовестный труд и высокое профессиональное мастерство[12]
- Нагрудный знак «Знак почёта» (Киевский горсовет, 2001)
- Премия «Признание»[13]
- Золотая медаль Академии искусств Украины (2004)
- Почётный гражданин Киева[источник не указан 1030 дней].